# Собор Санта-Марія Новелла

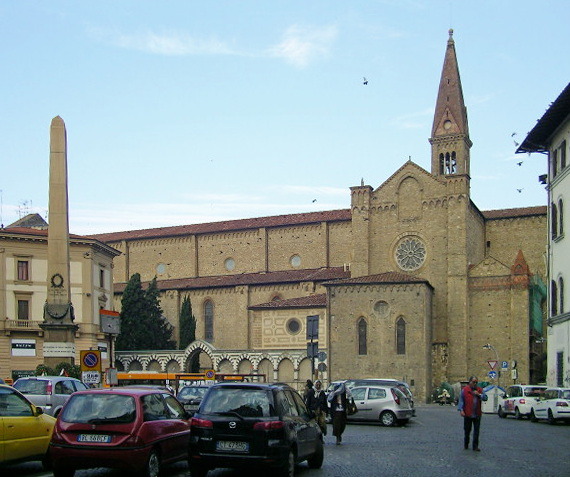
Краєвид з боку площі Уніта д'Італія

Бази́ліка Са́нта-Марі́я Нове́лла (італ. Basilica di Santa Maria Novella) — церква у Флоренції, Італія, стоїть навпроти центрального міського залізничного вокзалу, що має її ім'я. Базиліка зведена протягом XIV-XV століть, ставши першою великою базилікою у Флоренції, згодом — головною домініканською церквою міста. 
Будівля поєднує в собі елементи готичної та ранньої ренесансної архітектури, всередині її прикрашають численні фрески та поховальні пам'ятники.

## Історія
Церква Санта-Марія Новелла завдячує своєю назвою домініканській молельні (?) (ораторію) IX століття Санта Марія делле Віньє, що від початку стояла тут. Після надання 1221 року цього місця домініканському ордену, монахи вирішили звести там новий храм і закласти на прилеглій території монастир. План будівництва розробили двоє ченців Фра Сісто Фьйорентіно і Фра Рісторо Кампі. Будівництво почалось у середині XIII століття (близько 1246 року); в 1279 році були закінчені нави, а близько 1360 року Фра Якопо Таленті завершив побудову дзвіниці в романсько-готичному стилі і сакристії. На той час, була завершена лише нижня частина фасаду в тосканському готичному стилі. 1420 року церква була освячена.
На замовлення місцевого купця Джованні ді Паоло Ручеллаї, у 1456—1470 роках архітектор Леон Баттіста Альберті перебудовує фасад церкви. Створено чудовий портал і всю верхню частину церкви з її чіткою ритмикою квадратів, інкрустованих білим та чорним мармуром. Композиція квадратів обмежена з трьох сторін геральдичними символами сім'ї Ручеллаї, на замовлення була збудована ця церква. Альберті вирішує плавний перехід від підвищеної центральної нави до бокових за допомогою оригінальних волют. Інтер'єр храму поділений на три нави пілонами у вигляді зв'язки колон, які підтримують величезні арки зі стрільчастими склепіннями. Інтер'єр зазнав оновлень у XVI столітті.
Фриз одразу під фронтоном являє собою напис латиною де згадується ім'я будівничого церкви: IOHAN(N)ES ORICELLARIUS PAU(LI) F(ILIUS) AN(NO) SAL(UTIS) MCCCCLXX (Джованні Ручеллаї, син Паоло, в благословенний 1470 рік).
Принципи вирішення двоярусного фасаду базиліки з фронтоном, ордерним членуванням кожного з ярусів, сполученням за допомогою волют об'єму центральної нави і бокових лягли в основу численних фасадів Відродження і бароко.

## Інтер'єр

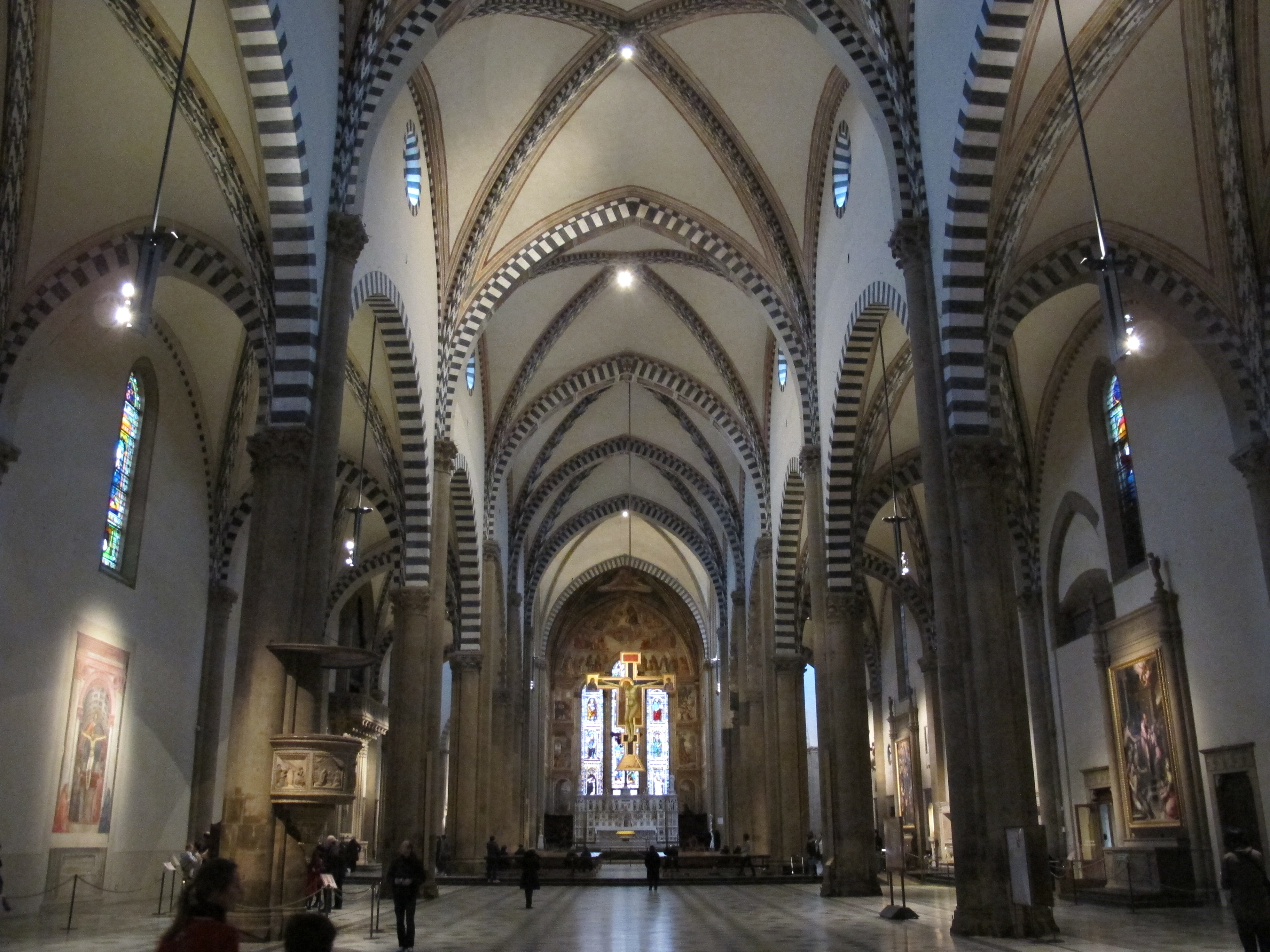
Інтер'єр храму

У цій церкві зберігається велика кількість мистецьких творів XIV—XVI століть, серед яких надгробний пам'ятник блаженній Віллані роботи Росселліно (1451); погруддя святого Антоніна (із теракоти) і гробницю єпископа Ф'эзоле роботи Тіно да Камаіно; прекрасну надгробну плиту Леонардо Даті роботи Гіберті (1423); гробницю Філіппа Строцці роботи Бенедетто да Майано (1491); Мадонну з вервечкою Джорджо Вазарі (1568) і Чудо Ісуса роботи Аньйоло Бронзіно.
Капела Маджоре (або Капела Торнабуоні) варта окремої уваги, надто — її вівтар із бронзовим Розп'яттям Джамболоньї, а також фрески Доменіко Гірландайо і Себастьяно Майнарді Життєпис святого Івана Хрестителя, Житіє Діви Марії (кінець XV століття).
У капелі Гонді — творіння Джуліяно да Санґало — на склепінні представлені фрагменти фресок грецьких художників XIII століття, а на вівтарній стіні — уславлене Розп'яття Брунеллескі. В Капелі Строцці ді Мантова на вівтарній стіні міститься фреска із зображенням Страшного Суду, на правій стіні — Пекло, на лівій — Рай Нардо ді Чоне або Орканьї. В цьому ж храмі написана знаменита Трійця (Мазаччо).
Через ґратчасту браму ліворуч від фасаду церкви можна потрапити до монастирського двору романського стилю (1350). Фрески Паоло Учелло зі сценами зі Старого Завіту, які прикрашали монастирську стіну, згодом перенесені до трапезної. Пройшовши через невеликий Монастир Спочилих, можна потрапити до Великого монастиря, що оточений арковими стінами, які розписані флорентійськими художниками XV та XVI століть. (Монастир перебуває в віданні військового відомства і закритий для відвідування).
Митці, що робили твори для храму:

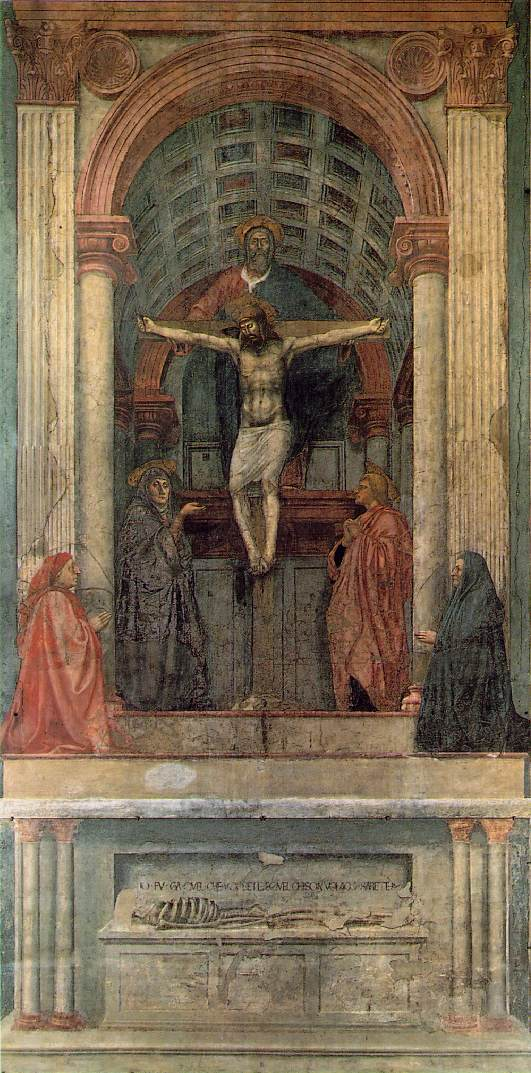
Трійця (Мазаччо)

- Сандро Боттічеллі — Вертеп над дверима;
- Бронзіно — Чудо Ісуса;
- Філіппо Брунеллескі — Розп'яття (між 1410 і 1425);
- Тіно ді Камаіно — Погруддя Святого Антонія (кераміка); Гробниця єпископа Ф'єзоле;
- Нардо ді Чоне — Фреска Страшний Суд;
- Дуччо — Мадонна Ручеллаї;
- Лоренцо Гіберті — Надгробок Леонардо Даті (1423);
- Доменіко Гірландайо — Фрески в «Капелі Торнабуоні» (кінець XV століття); вітражне вікно;
- Філіппіно Ліппі — Фрески в «Капелі Строцці», які зображують життя Апостола Філіпа; вітражне вікно;
- Бенедетто да Майано — Усипальниця Філіппо Строцці (1491) в тильній частині «Капели Строцці»;
- Мазаччо — Трійця;
- Ніно Пізано — Мадонна з Немовлям (1368);
- Бернардо Росселліно — Пам'ятник Біта Віллано (1451);
- Санті ді Тіто — Христос воскрешає померлого Лазаря,
- Паоло Учелло — Бог творить Адама;
- Джорджо Вазарі — Мадонна Розарія (1568).